# Carabin
Pour les articles homonymes, voir Carabin (homonymie).
 (septembre 2010).
Si vous disposez d'ouvrages ou d'articles de référence ou si vous connaissez des sites web de qualité traitant du thème abordé ici, merci de compléter l'article en donnant les références utiles à sa vérifiabilité et en les liant à la section « Notes et références ».
Un carabin était à l'origine un soldat armé d'une carabine, mais le terme désigne désormais un étudiant en médecine,.

## Historique
Une compagnie de carabins (cavalerie légère escortant le roi et munie de carabines à canon court, ce qui permet de tirer tout en restant à cheval) créée par Henri III fut dotée de mousquets par Louis XIII en 1622, établissant ainsi le corps des mousquetaires de la maison du roi de France.
Le mot « carabin », terme ironique, viendrait de « escarabin », qui en ancien français désignait un scarabée fouisseur, par extension un croque-mort, ensevelisseur de cadavres. Comme c'est souvent aux étudiants en médecine qu'incombait cette tâche pendant les épidémies de peste, on les a affecté de ce sobriquet, qui leur est resté.
Sous Louis XIII, ce sont les chirurgiens que l'on appelle « carabins de saint Côme » car leur saint patron est saint Côme et ils sont alors réputés faire passer leurs patients de vie à trépas.

## Sens contemporain

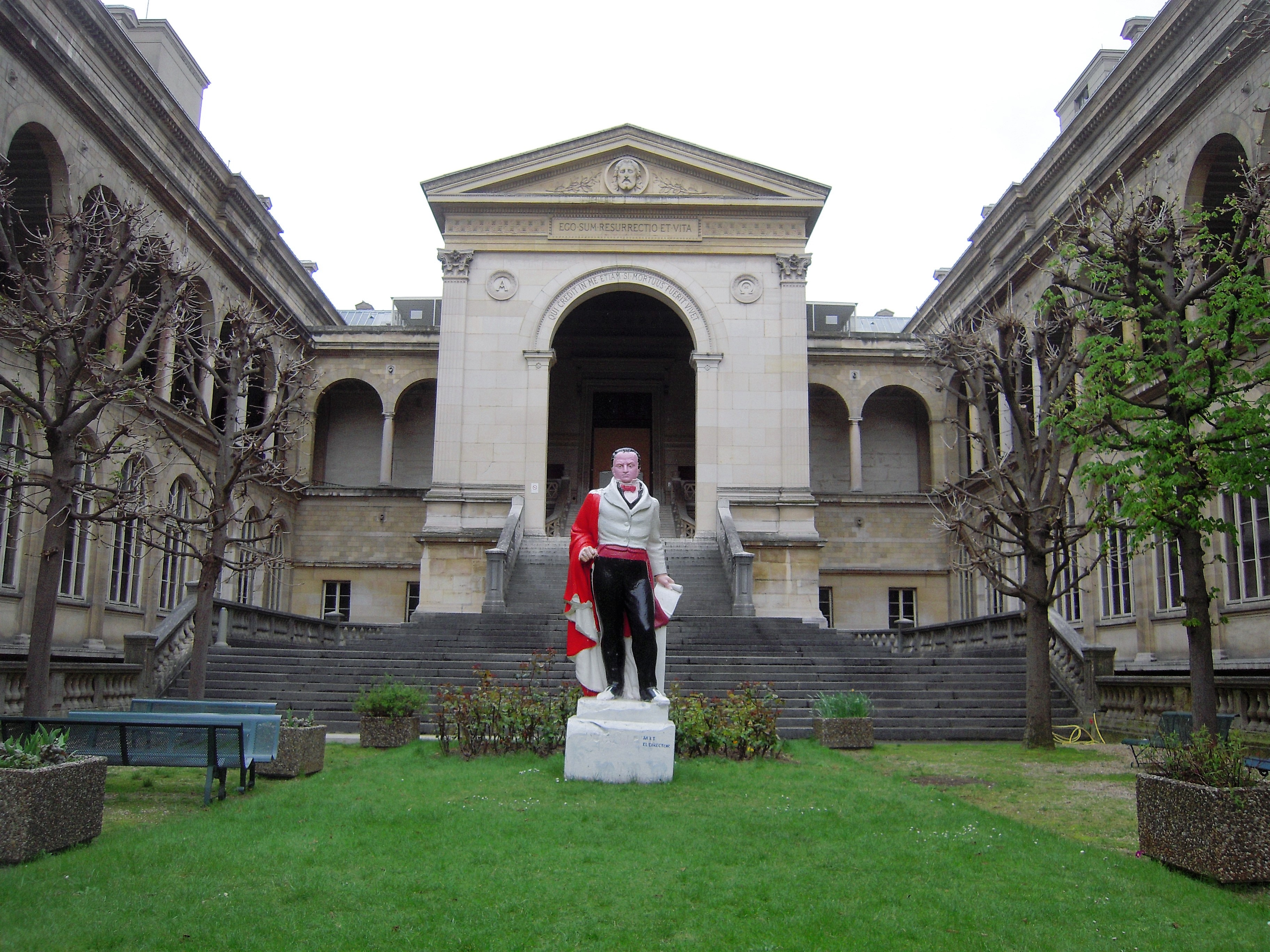
Une blague de carabin : la statue de Dupuytren par Max Barneaud à l'Hôtel-Dieu était régulièrement déguisée par les carabins

Aujourd'hui, le terme « carabin » est souvent utilisé pour désigner un étudiant en médecine.
Depuis la Restauration, le mot carabin désigne un étudiant en médecine, et ce terme a une petite connotation ironique (bien éloignée des basses besognes d'enfouissement de cadavres) et qui a peut-être pour base les blagues que les étudiants ont l'habitude de faire pendant leurs études. 
Par extension, l'expression « chansons de carabins » désigne des chansons paillardes chantées par des étudiants en médecine. On parle aussi de « blagues de carabin » pour désigner des canulars et des farces, souvent à caractère morbide, sexuel ou les deux. Le terme carabin est aussi utilisé de nos jours pour désigner un étudiant universitaire en général.
Ce terme, appliqué aux médecins, provient de la carabine de voltigeur dont étaient dotés, au XVIIIe siècle, les élèves médecins de l'Hôpital Militaire d'Instruction de Strasbourg. Ceci vaudra à ces élèves, puis à ceux de l'École impériale du service de santé militaire, implantée dans cette même ville, le nom de « carabins rouges et verts » (rouge pour les médecins, vert pour les pharmaciens, selon la couleur des attributs de ces deux spécialités).
Il est dit aussi que l'uniforme des étudiants du futur Service de santé des armées ressemblait à celui des carabiniers italiens. On aurait appelé « carabins » d'abord les étudiants en médecine militaire, puis, par extension, les étudiants en médecine en général.
En 2013, un étudiant en médecine anonyme crée sur les réseaux sociaux une page de bande dessinée appelée Vie de Carabin, racontant ses années d'étude de l'externat à l'internat jusqu'à ses débuts en tant que praticien,.